# Winold von Twickel
Winold von Twickel (* im 14. Jahrhundert; † 22. Juni 1425) war Domherr in Münster.

## Leben
Winold von Twickel entstammte dem westfälischen Adelsgeschlecht von Twickel und war der Sohn des Hermann von Twickel und dessen Gemahlin Jutta Sloet. Er absolvierte ein Studium in Bologna und wird erstmals am 18. Juli 1394 als Domherr zu Münster urkundlich erwähnt. Nachdem Heinrich von Holstein-Schaumburg 1402 zum Bischof von Osnabrück gewählt worden war, erhielt Winold eine päpstliche Zusage auf die frei gewordene Dompräbende in Münster. Im Jahre 1413, nach dem Tode des Domherrn Heinrich von Solms, erhielt ein Winold von Twickel eine päpstliche Zusage auf ein Domkanonikat, über die es mit Dietrich Stael zu einem Streit kam und mit einem Prozess endete. Dietrich nahm die Pfründe in Besitz. Möglicherweise handelt es sich um verschiedene (namensgleiche) Personen. Gegen eine Personenidentität spricht die Tatsache, dass der Papst zwei Präbenden verliehen hat. Dieses ist jedoch nicht absolut sicher.